# Zaleptus annulipes
Zaleptus annulipes is een hooiwagen uit de familie Sclerosomatidae.